# (33592) Kathrynanna
1999 JJ47 (asteroide 33592) é um asteroide da cintura principal. Possui uma excentricidade de 0.12081070 e uma inclinação de 4.30688º.
Este asteroide foi descoberto no dia 10 de maio de 1999 por LINEAR em Socorro.